# Недешћина
Недешћина је насељено место и седиште општине Света Недеља у Истарској жупанији, Хрватска. До територијалне реорганизације у Хрватској налазила се у саставу старе општине Лабин.

## Становништво
На попису становништва 2011. године, Недешћина је имала 604 становника.

## Попис1991.
На попису становништва 1991. године, насељено место Недешћина је имало 569 становника, следећег националног састава:
| Попис 1991.‍  | Попис 1991.‍  | Попис 1991.‍ | Попис 1991.‍ | Попис 1991.‍ |
| ------------ | ------------ | ----------- | ----------- | ----------- |
|              |              |             |             |             |
| Хрвати       | Хрвати       |             | 261         | 45,86%      |
| Муслимани    | Муслимани    |             | 14          | 2,46%       |
| Италијани    | Италијани    |             | 6           | 1,05%       |
| Срби         | Срби         |             | 6           | 1,05%       |
| Словенци     | Словенци     |             | 2           | 0,35%       |
| Југословени  | Југословени  |             | 1           | 0,17%       |
| Словаци      | Словаци      |             | 1           | 0,17%       |
| Црногорци    | Црногорци    |             | 1           | 0,17%       |
| Чеси         | Чеси         |             | 1           | 0,17%       |
| остали       | остали       |             | 4           | 0,70%       |
| неопредељени | неопредељени |             | 2           | 0,35%       |
| регион. опр. | регион. опр. |             | 255         | 44,81%      |
| непознато    | непознато    |             | 15          | 2,63%       |
| укупно: 569  |              |             |             |             |